# Dell Venue
Dell Venue (або просто Venue) — лінійка планшетних комп'ютерів на базі операційних систем Windows та Android, яку розробила компанія Dell. На момент випуску було встановлено операційна система Android 2.2 Froyo. Перший Dell Venue було випущене як для T-Mobile, так і для AT&T у Сполучених Штатах, а також для KT у Південній Кореї. Це був другий смартфон Dell, випущений у США і має інтерфейс Dell Stage UI який є також в лінійці планшетів  Dell Streak. Станом на 2011 рік, це був єдиний пристрій Android, яке Міністерство оборони США схвалило для своїх співробітників. Відтоді з'явилися інші схвалені пристрої.
30 червня 2016 року Dell припинила випуск лінійки продуктів Venue і припинила підтримку продуктів які підтримуються в даний час.

## Репозиціонування бренду Dell Venue
У грудні 2012 року Dell оголосила про припинення виробництва смартфонів і припинення провадження лінійки смартфонів Dell Venue. 2 жовтня 2013 року Dell оголосила, що відродить бренд Dell Venue і перетворить його на бренд планшетних комп'ютерів. Бренд Dell Venue включає в себе як планшети Windows, так і Android, при цьому у планшетів Windows є суфікс "Pro".
У жовтні 2013 року Dell оголосила про перші чотири нові планшети Dell Venue. Dell Venue 7 та Dell Venue 8 - це планшети Android, що працюють на процесорі Intel Clover Trail+ Atom. Dell Venue 8 Pro та Dell Venue 11 Pro - це планшети Windows 8.1, що працюють на процесорі Intel Bay Trail Atom. Число після Venue вказує розмір екрана.
У січні 2015 року було випущено Dell Venue 8 7000. Він має 8,4-дюймовий екран і завширшки 0,24 дюйма і важить 10,72 унції. Екран OLED має роздільну здатність 2560 x 1600 та 361 пікселів на дюйм. Його центральний процесор - чотирьохядерний процесор Intel Atom Z3580 з тактовою частотою 2,3 ГГц і 2 ГБ оперативної пам'яті. Він має 16 ГБ внутрішнього простору, з яких близько 9 ГБ можна використовувати завдяки попередньо програмному забезпеченню, і він має слот для карти micro SD як на Dell Latitude 12 Rugged Tablet.